# Вігбольд фон Гольте
Вігбольд фон Гольте (нім. Wigbold von Holte; д/н — 26 березня 1304) — церковний і державний діяч Священної Римської імперії, 39-й архієпископ Кельна і 11-й герцог Вестфалії в 1297—1304 роках.

## Життєпис
Походив з вестфальського шляхетського роду Гольте з Оснабрюкського єпископства. Молодший син Вігбольда фон Гольте та Вольдради фон Драйгфьорден. Народився з родинному замку Гольте. Його родина була тісно пов'язана з церковною ієрархією: стрийко Людольф був єпископом Мюнстера. 1259 року єпископом мюнстерським став брат Вігбольда — Вільгельм. Стрийня Ютта була абатисою монастиря в Ноттульні, а вуйко Герман — абатом Корвейського монастиря. Сестра Вігбольда — Беатриса — обирається абатисою Ессенського монастиря. Згодом родич Бальтазар фон Гольте 1290 року стає магістром Лівонського ордену.
Вігбольд фон Гольте також був призначений для церковної служби, здобувши для цього ґрунтовну освіту. Брав участь в дипломатичних заходах. Перша письмова згадка відноситься до 1294 року, коли він обирається пробстом монастиря Св. Марії в Аахені. 1297 року обирається архієпископом Кельна. Невдовзі отримав регалії від Адольфа I, короля Німеччини. 1298 року отримав від папи римського Боніфація VIII паллій.
Спрямував зусилля на відродження авторитету архієпископії та відновлення господарства, яке зазнало збитків внаслідок невдалої війни попередника. Разом з тим Вігбольд фон Гольте ганебно уславився пристратю до симонії. 1298 року перейшов на бік повсталих німецьких князів проти короля. Того ж року коронував в Аахені новим королем Німеччини Альбрехта I Габсбурга. Втім невдовзі вступив у конфлікт з останнім через скасування королем тарифів для купців на річці Рейн. Це позбавляло міста архієпископства митних зборів. 1299 року виступив проти передачі Арелату Французькому королівству .
1300 року уклав з Рудольфом I Віттельсбахом, пфальцграфом Рейнським, Герхардом II фон Еппштейном, архієпископом Майнца, Дітером фон Нассау, архієпископом Тріра, союз проти короля, плануючи позбавити того трону. Втім на бік Альбрехта I перейшов магистрат Кельна, якому 1301 року німецький король надав звільнення від мит. Також проти архієпископа Кельнського виступив Ебергард I, граф Марки. В результаті Вігбольд фон Гольте разом з союзниками зазнав поразки від Альбрехта I, вимушений був підтвердити домовленості з графством Марка, укладені ще Зигфрідом фон Вестербургом та привілеї міста Кельн. Помер Вігбольд 1304 року в м. Зост.